# Pearlware

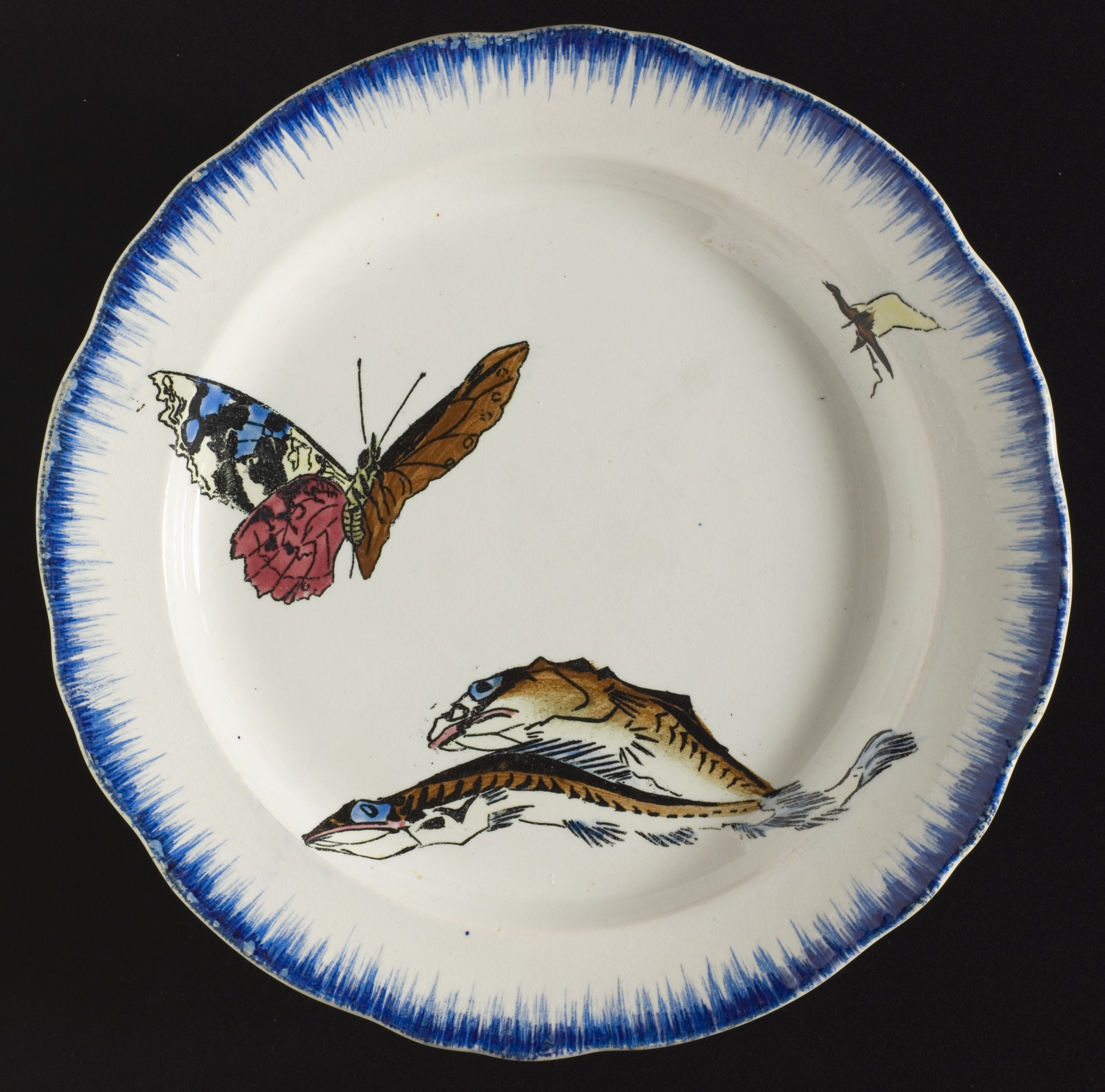
Prato de louça pearlware

Pearlware é uma cerâmica refinada recoberta com esmalte vítreo brilhante levemente azulado contendo cobalto. O pearlware era destinado principalmente à fabricação de louças de mesa.

## Origem

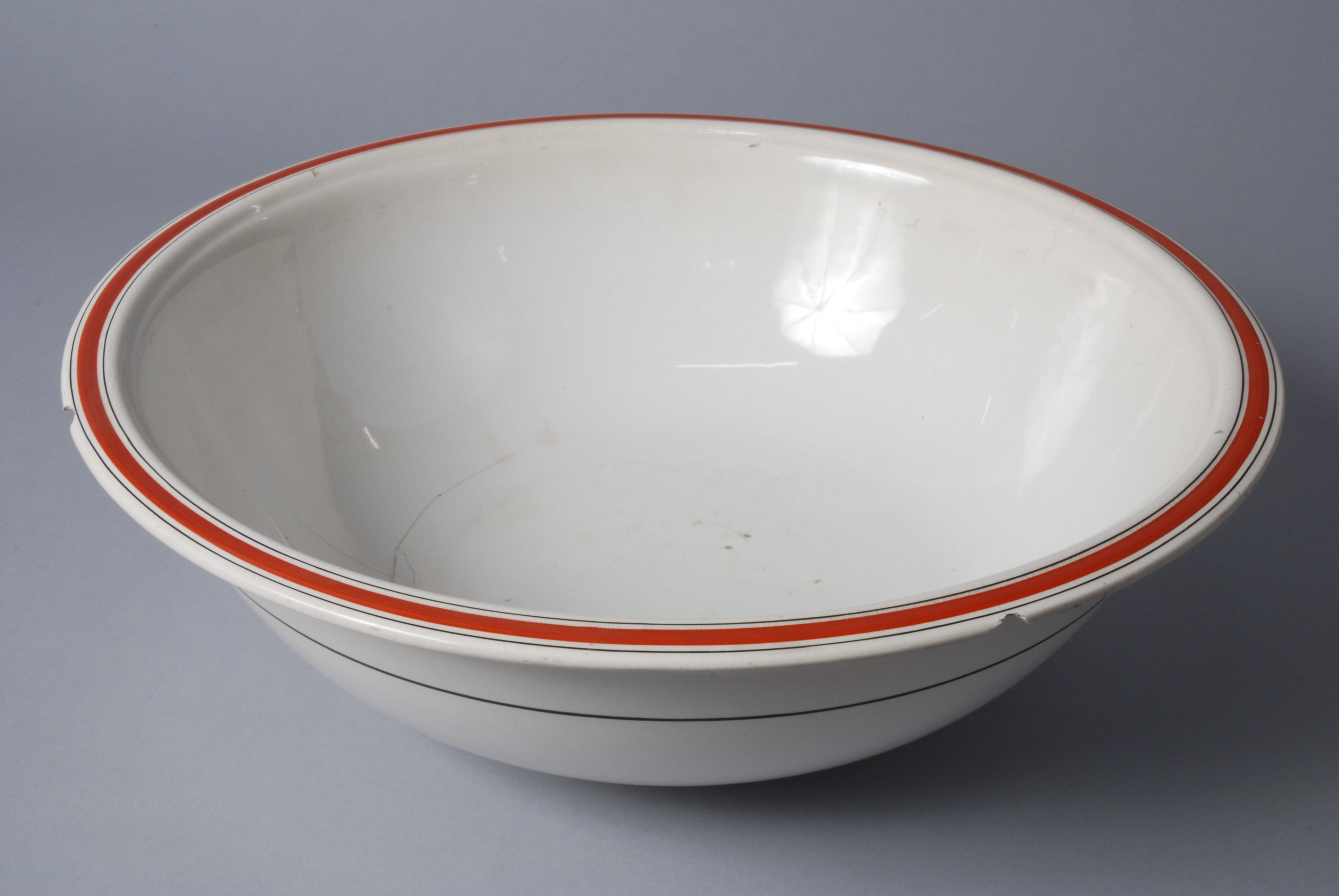
Tigela de louça pearlware

O fascínio da  Inglaterra do século XVIII pela beleza e exotismo das porcelanas chinesas, trazidas ao país desde o século anterior em quantidades cada vez maiores pelos mercadores da Companhia Britânica das Indias Orientais, fomentou o desenvolvimento da indústria de porcelana inglesa. Havia dezenas de fábricas em solo inglês dedicadas a produzir artigos destinados tanto à nobreza, quanto à população em geral. Por volta de 1760, a porcelana creamware era produzida em várias fábricas e dominava o mercado inglês, sendo utilizada tanto para objetos ornamentais finamente decorados, quanto para objetos utilitários cotidianos.
Durante esse período, os ceramistas, ainda não tendo alcançado a fórmula que reproduzisse o branco e a translucidez da porcelana chinesa, continuaram experimentando e testando novas massas com argilas e outros componentes disponíveis na Inglaterra. Ao mesmo tempo, buscavam também aprimorar a qualidade do esmalte utilizado para dar acabamento ao creamware. Josiah Wedgwood pesquisava técnicas diversas para tentar produzir porcelanas semelhantes às chinesas. Por volta dos anos de 1760, chegou a criar creamwares menos porosas e de cor creme mais claro, aprimorou a modelagem de suas peças creamware, bem como a fórmula da massa cerâmica e do esmalte, o que conferiu a seus produtos creamware excelente acabamento e grande popularidade.
Entretanto, no início dos anos 1770, o creamware, também conhecido como “Queen’s ware”, já era considerado um produto de apelo esgotado e, segundo o próprio Wedgwood, “agora era considerado vulgar e comum”. Além disso, os preços do creamware estavam caindo. A pressão do mercado por louças mais brancas, semelhantes às porcelanas chinesas, crescia. Nesta época, uma nova fórmula de esmalte foi desenvolvida nas cerâmicas inglesas, sendo mais transparente e com leve tonalidade azulada devido à adição de pequena quantidade de óxido de cobalto. Esse novo esmalte, aplicado a peças de uma massa mais clara, resultava em uma louça mais semelhante às chinesas. Esse esmalte era chamado de “China glaze”, ou seja, esmalte da China.
Josiah Wedgwood, sentindo a pressão do mercado por louças mais brancas e procurando repetir o sucesso do seu creamware, desenvolveu sua própria fórmula para “China glaze” e a chamou de “pearl white”, isto é, branco pérola, também de leve tonalidade azulada pelo óxido de cobalto. O acabamento China glaze se tornou muito difundido entre os ceramistas ingleses e as louças com verniz “pearl white” de Wedgwood ficaram conhecidas como “pearlware”, ou seja, “louça pérola”.
O esmalte “pearl white”, e em consequência o pearlware, não é considerado mais uma invenção dentre as muitas desenvolvidas por Wedgwood (“terracota de cor semelhante à de porfiria, louça basalto, biscoito de porcelana branca, louça jaspe, louça cor de bambu e cor de cana amarela, biscoito de porcelana para almofariz, e o “Queen’s ware”), mas apenas a versão de Wedgwood para o “China glaze”.